# Tanella Boni
Tanella Suzanne Boni (Abijã, 1 de janeiro de 1954) é uma poetisa e romancista marfinense. Também acadêmica, é professora de Filosofia na Universidade Félix Houphouët-Boigny. Além de suas atividades de ensino e pesquisa, foi a presidente da Associação de Escritores da Costa do Marfim, de 1991 a 1997 e, posteriormente, a organizadora do Festival Internacional de Poesia de Abidjan, de 1998 a 2002.

## Biografia
Tanella Suzanne Boni nasceu em 1 de janeiro de 1954, em Abidjã, capital econômica da Costa do Marfim, onde estudou até o ensino médio, antes de continuar seus estudos universitários em Toulouse, na França, na Universidade de Paris, obtendo um PhD. Posteriormente, se tornou professora de filosofia na Universidade de Cocody-Abijã (agora Universidade Félix Houphouët-Boigny), além de escrever poesia, romances, contos, crítica e literatura infantil.
Atuou como presidente da Associação de Escritores da Costa do Marfim, de 1991 a 1997 e organizou o Festival Internacional de Poesia de Abidjan, de 1998 a 2002. Durante o conflito político na Costa do Marfim, de 2002 a 2011, se autoexilou na França. Em 2005, recebeu o "Prêmio Ahmadou Kourouma" por seu romance "Matins de couvre-feu". Em 2009, ganhou o "Prêmio Internacional de Poesia Antonio Viccaro". Desde 2013, divide seu tempo entre Abidjan e Paris.
É colaboradora da antologia "New Daughters of Africa" (2019), editada por Margaret Busby.

## Prêmios
- 2005: Prêmio Ahmadou Kourouma por "Matins de couvre-feu"[6]
- 2009: Prêmio Internacional de Poesia Antonio Viccaro[5][3]